# Evanghelia după Pseudo-Matei
Evanghelia după Pseudo-Matei este o lucrare apocrifă creștină, cel mai posibil scrisă în secolul al VIII-lea sau al IX-lea. David R. Cartlidge crede că această lucrare este mult mai veche. Conform cercetărilor lui J. Gijsel și R. Beyers (1997), Evanghelia după Pseudo-Matei este, probabil, scrisă între anii 600 și 625. Se bazează foarte mult pe Evanghelia după Iacov și pe Evanghelia copilăriei după Toma. Această lucrare nu aduce nicio dovadă istorică despre Iisus.

## Parte aEvangheliilor Copilăriei
Aparține unui gen numit Evangheliile Copilăriei care caută să prezinte detalii din viața lui Iisus din Nazaret până la vârsta de 12 ani, detalii care sunt foarte pe scurt prezentate în Evangheliile după Matei și Luca.
Frederick Fyvie Bruce afirmă că înfloriturile din aceste „Evanghelii ale Copilăriei” care completează puținele detalii ale nașterii din Matei și Luca sunt toate minciuni născocite, de la început până la sfârșit.
France R. T. completează că scrierile apocrife nu reprezintă informații istorice suplimentare despre Iisus Hristos, ci o imaginație religioasă, doar de dragul de a umple unele goluri.
Faptul că Evanghelia după Pseudo-Matei (dar și alte Evanghelii ale Copilăriei) abundă în detalii referitoare la primii ani ai lui Iisus contribuie la lipsa lor de credibilitate, deoarece scrierile din secolul I nu prezentau, de regulă, detaliile copilăriilor chiar și a celor mai renumiți oameni.

## Sursă de inspirație
În Occident, lucrarea a fost sursa principală a ciclurilor de picturi dedicate vieții Fecioarei Maria, mai ales cele pictate înainte de Evul Mediu târziu.